# 希心会
希心会（きしんかい）は、法華宗系の新宗教である。本部は神奈川県厚木市にある。

## 概要
- 名称：宗教法人 希心会
- 所在地：〒243-0022 神奈川県厚木市酒井字中堰969-1
- 創立年：1953年（昭和28年）
- 初代会長：飯島将吉（いいじま・しょうきち）
- 2代目会長：飯島清江（すみえ、尊称：婦師、おかあさん）
- 3代目会長：飯島祥匡（よしお）
- 4代目会長：飯島一憲 (かずのり)
- 支部は23支部

## 教義
西田無学が提唱した在家による法華経の先祖供養を行う霊友会及び思親会の教義を引き継いでいる。教団運営は質素を旨とする。会長及び支部長などの幹部は無収入でなるべく教団の運営費を少なくするため行われている。これは霊友会の初期と同じで今も実践されている。会員の寄付やお賽銭をいただかないためである。

## 沿革
飯島将吉は饅頭屋の二男として1893年（明治26年）に出生。14歳で父と死別、上京して洋服屋で修業、23歳で独立し青山高樹町で開業した。1927年（昭和2年）に哲理姓名学会という団体から姓名診断の鑑定士を与えられた。これが後に霊友会入信以降の成果に役立ったといわれる。
将吉は幾度か結婚するも死別や離別を経験した後、1930年（昭和5年）に妻の清江と再婚。1936年（昭和11年）11月、将吉は近所の商店主に勧められ、断るのを面倒に思い霊友会の第3支部に入会。清江は当初将吉の信仰を道楽として反対していた。しかしある日、転んで寝込むようになり、夫の信仰仲間が置いていった霊友会の「青巻経」をたまたま読み、体が回復した経験から3ヵ月後に入信。将吉は入信直後から支部長の南博が驚嘆するほど布教の成果を挙げ、多くの人が入信したという。
翌1937年（昭和12年）の末頃に、南博や井戸清行らと霊友会を退会し思親会を創設、常任理事に就任。また飯島支部の支部長としても活動。戦争後期に故郷の厚木市に疎開、戦後も洋服屋を経営しつつ布教活動に励んでいた。しかし1952年（昭和27年）末頃に思親会の会長が交代した。1953年（昭和28年）元旦に「汝よ、独立一歩は我が身の一歩。世を正しく、清水の如く行致し申せ」、またその7日後に「世にも希なる心にて行ぜよ」という神の啓示があったことから、飯島夫妻は思親会より脱会、翌1954年（昭和29年）に、日蓮真筆とされる曼荼羅を本尊として法華経を所依とし、普賢菩薩を本部の守護神と定めて、先祖供養の実践を掲げる。1954年（昭和29年）5月に厚木市に会堂を建設。
1976年（昭和51年）に、初代会長の飯島将吉が死去。妻の飯島清江が第2代会長に就任するも、その翌1977年（昭和52年）に死去、息子（養子）である飯島祥匡が第3代会長に就任。またその妻である佐起子（本名：嘉津子、清江の姪）が霊感者として数年の修行を積み「婦師」の尊称で呼ばれるようになった。